# Zero no tsukaima
Zero no tsukaima (ゼロの使い魔? lett. "Il famiglio di Zero") è una serie di light novel scritta da Noboru Yamaguchi e illustrata da Eiji Usatsuka. La pubblicazione è iniziata il 25 giugno 2004 ad opera di Media Factory  conta 20 volumi più 3 side story. L'autore ha annunciato nel febbraio 2011 che la serie sarebbe terminata nel 2012 con l'uscita del 22° volume. Tuttavia nell'estate 2011 la pubblicazione si è interrotta a causa di problemi di salute dell'autore e, dopo il 20° volume, non sono ancora usciti i due conclusivi. La serie si è poi dichiarata totalmente sospesa nell'aprile 2013 con la morte dell'autore a causa del cancro.
La serie ha ripreso il corso, almeno per quanto riguarda la pubblicazione degli ultimi due volumi (21 e 22), la cui custodia era stata affidata alla casa editrice dall'autore. Il volume di chiusura della serie sarà il 22.
Lo stampo prettamente fantasy e l'ambientazione medievale della commedia vengono contaminati da situazioni avventurose e romantiche condite con numerose gag e fanservice.
La serie ha ispirato un anime, prodotto nel 2006 dallo studio J.C.Staff in collaborazione con Genco, composto da 4 stagioni e un OAV. Nello stesso anno è stato tratto un manga, scritto e disegnato da Nana Mochizuki, i cui capitoli sono raccolti in 7 tankōbon, pubblicato da Media Factory sulla rivista Monthly Comic Alive dal 27 giugno 2006 al 27 ottobre 2009. Sempre sulla stessa rivista Media Factory ha pubblicato un manga spin-off della serie intitolato Zero no tsukaima gaiden - Tabasa no bōken riguardante le avventure di Tabitha da dicembre 2007 a agosto 2010, i cui capitoli sono stati raccolti in 5 tankōbon. Il 15 febbraio 2007 in Giappone è uscita una visual novel sulla serie per PlayStation 2 dal titolo Zero no tsukaima: Shōakuma to shunpū concerto.

## Trama

Saito e Louise

Louise Françoise le Blanc de la Vallière è una maga aristocratica molto testarda e snob, eppure totalmente incapace: frequentando un istituto di magia, ogni volta che viene chiamata per eseguire un incantesimo dai professori inevitabilmente fa saltare in aria l'intera classe. Per questo, e per il fatto che ha il seno poco sviluppato, è nota in tutto l'istituto con l'appellativo di Zero.
Durante i primi giorni del secondo anno scolastico i maghi sono chiamati ad evocare il proprio "famiglio", un animale o un mostro fedele al mago che lo ha evocato e che ne rispecchia diverse peculiarità, Louise si vede piombare davanti un ragazzino giapponese, che non capisce cosa gli stia succedendo e non parla nemmeno una parola della lingua locale. La maghetta si rintana nella propria stanza in preda alla vergogna. Attraverso un incantesimo, e la solita esplosione collaterale, fa sì che il ragazzo giapponese riesca a comprendere il suo linguaggio. Saito Hiraga, questo il nome del giovane, non capisce cosa succeda, specialmente il motivo per cui venga trattato come uno schiavetto da Louise e prima di riuscire ad ambientarsi ne combina di tutti i colori facendo indispettire ancora di più la povera Zero. Finché Saito non scopre, in uno scontro con un altro mago, di aver in sé un enorme potere, potere che deciderà di utilizzare per proteggere la propria padrona.

## Ambientazioni

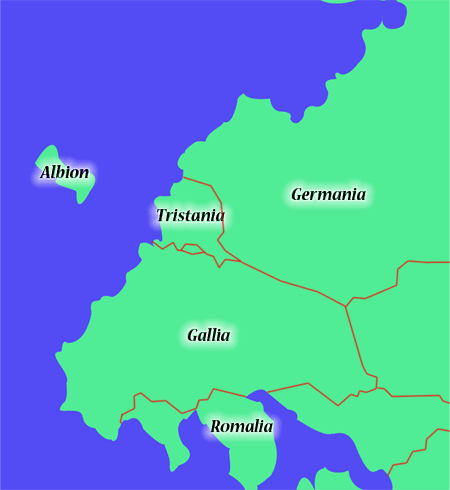
Mappa dell'anime

- Halkeginia: è il continente dove si svolge Zero no Tsukaima. Può essere pensata come una sorta di Europa alternativa. La sua storia infatti somiglia molto a quella dell'Europa, e si trova in un periodo di transizione. La struttura sociale di Halkeginia è simile al sistema feudale medievale europeo. I nobili dispongono di grandi privilegi nella corte reale, e solo loro sono in grado di usare la magia. La gente comune è generalmente trattata miseramente dalla nobiltà.

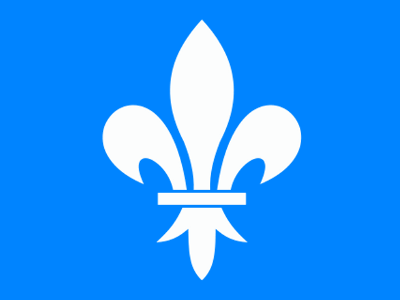
La bandiera di Tristain.

- Tristain: (トリステイン, Torisutein) è la nazione in cui si svolge la maggior parte della storia. È un piccolo paese governato da una monarchia ricordante i regni dei Paesi Bassi o del moderno Belgio. Dalla fine della prima stagione è minacciata da Albion, paese in cui è in corso una ribellione da parte del popolo contro i reali. Avrà un ruolo determinante, in particolare grazie ai protagonisti, nella sconfitta del governo ribelle di quest'ultima nazione, che avverrà alla fine della seconda stagione, ottenendo inoltre il controllo di una delle tre parti in cui viene suddivisa l'isola, e nella sconfitta del sovrano Joseph di Gallia che avverrà nella terza. Tristain è soprattutto famosa per la sua accademia di magia che attira studenti dalle nazioni circostanti, presso la quale effettua gli studi anche la protagonista accompagnata dal suo famiglio. La nazione è però militarmente debole, per cui è costretta a organizzare matrimoni reali con altre nazioni che fungano da alleanze, il che inoltre rispecchia lo stato politico che hanno avuto i Paesi Bassi in molte fasi della loro storia. Di particolare rilevanza è l'alleanza con Germania nella seconda stagione per fronteggiare la minaccia di Albion, La capitale è Tristania (トリスタニア, Torisutania), che è situata nell'area nord-occidentale di Halkeginia.
- Germania: è la nazione più grande di Halkeginia, ed è sicuramente la più forte in campo militare, ma non ha un ruolo di particolare rilevanza nella storia, tranne che l'alleanza con Tristan nella guerra contro Albion. È situata nell'area nord-orientale di Halkeginia ed i suoi territori comprendono la Germania, gran parte degli stati dell'est europeo e buona parte della Russia. I suoi abitanti sono considerati più rozzi e meno colti rispetto agli altri paesi di Halkeginia, il che rispecchia l'idea che avevano i romani nei confronti delle popolazioni barbariche. È riconducibile al Sacro Romano Impero medioevale.
- Gallia: è un altro regno di Halkeginia, situata nella zona sud-orientale di Tristain. È la nazione più popolosa di Halkeginia ed in ambito di grandezza si colloca subito dopo Germania. Comprende la Francia, parte della Spagna e dell'est europeo. Assassinii e tentati omicidi avvenuti nella Famiglia Reale hanno condotto la nazione a un regno instabile. La nazione, ed in particolare il suo sovrano Joseph, hanno un ruolo fondamentale nella terza stagione, nella quale sono la causa scatenante degli eventi principali. Riconducibile alla Francia medioevale.
- Albion: è una nazione situata su un'isola in cui è scoppiata una ribellione contro i reali, che sono stati uccisi uno dopo l'altro a seguito di un colpo di stato effettuato da una coalizione di nobili conosciuta come "Reconquista". Per espandere i suoi territori a seguito del colpo di stato, nella prima stagione dichiara guerra a Tristain, alleata con Germania. A seguito il governo ribelle viene sconfitto alla fine della seconda stagione grazie all'eroico sacrificio del protagonista, che affronterà oltre 70.000 soldati praticamente da solo, e al contemporaneo intervento di Gallia nella guerra. La nazione verrà poi suddivisa in tre parti, rispettivamente sotto il controllo di Tristan, Germania e Gallia. La capitale è Londinium, situata nell'area nord orientale, il che fa corrispondere Albion all'Inghilterra. Albion è inoltre l'antico nome della Gran Bretagna, e le bandiere che appaiono nell'ultimo episodio della seconda serie ricordano appunto quella del Ducato di Lancaster. Infine, il nome dell'ultimo principe di Albion, assassinato in seguito da Reconquista, è Wales, nome anglosassone del Galles, mentre il cognome è Tudor, come il nome dell'attuale dinastia dei monarchi inglesi.
- Romalia: è una piccola nazione che si trova nel sud di Halkenginia, ispirata sia al Vaticano che al Sacro Romano Impero, dalle dimensioni non molto superiori a quelle di Tristain. Nonostante ciò è tenuta al di fuori dalle guerre che spesso insanguinano il continente essendo la dimora del Papa, il vicario della chiesa di Halkenginia, al quale tutti i regnanti di tutte le nazioni portano obbedienza (lo si capisce dal fatto che, nel primo episodio della quarta serie, persino Henrietta si inchina in sua presenza). La capitale, il cui nome è sconosciuto (si presume che sia sempre Romalia), si trova nell'entroterra, e vi ha sede il palazzo del papa, mentre nella città portuale di Aquileia (in realtà molto più somigliante a Venezia) vi è la più importante cattedrale del regno (chiaramente ispirata alla Basilica di San Marco). I sacerdoti e le sacerdotesse di Romalia sono inoltre considerati gli stregoni più potenti di tutto il continente. Romalia compare nella quarta stagione dell'anime, e vi si svolgono i principali eventi di questa stagione, dalla morte di Joseph di Gallia al risveglio del Drago Antico.
- Neftes: nota anche come Nazione Elfica, si trova all'estremità orientale di Halkengina, oltre i confini di Germania, in una zona desertica a ridosso del mare. Organizzati in una società apparentemente democratica, ma dove in realtà l'oligarchia regna sovrana, gli elfi si tengono fuori dalle questioni che riguardano gli esseri umani, essendo impegnati a loro volta in un pericoloso gioco politico tra una ristretta cerchia di individui che è favorevole all'apertura di rapporti con il resto del continente e la fazione che osteggia qualsiasi rapporto con il mondo esterno, e che di conseguenza vede chiunque vi entri in contatto come un traditore. Possiedono un livello di sapere magico e scientifico molto superiori a quelli degli esseri umani, ma per principio non se ne servono se non a scopi difensivi, e nutrono un grande timore nei confronti dei Maghi del Vuoto, considerati forieri di sventure.

## Media

### Light novel
Zero no tsukaima è iniziato come serie di light novel scritte da Noboru Yamaguchi ed illustrate da Eiji Usatsuka. Il primo volume è stato pubblicato in Giappone il 25 giugno 2004 ed al 2011 sono stati pubblicati venti volumi dalla Media Factory. La pubblicazione di ulteriori volumi è stata messa a rischio dal cancro avanzato di Yamaguchi, ma l'operazione avvenuta il 4 agosto 2011 è andata a buon fine, e Yamaguchi ha completato altri due volumi della serie a ottobre 2011. Tuttavia in seguito a una lettera dell'autore a novembre 2012, la pubblicazione ha subito nuovi ritardi a causa della salute cagionevole e infine nell'aprile 2013 è stata totalmente cancellata in quanto l'autore è deceduto a causa del cancro il 4 aprile 2013. La notizia è stata resa pubblica in data 11 aprile, due giorni dopo il funerale, dai familiari e dalla casa editrice.
La serie poi ripresa come ultima volontà dell'autore, si concluderà al volume 22.
Una storia parallela, Tabitha's Adventure, inizialmente come light novel a puntate per telefono cellulare, è stata poi pubblicata in tre volumi.
La Seven Seas Entertainment ha licenziato la serie per l'adattamento in lingua inglese nel 2007 con il titolo Zero's Familiar, mentre in Italia è inedita.

### Anime
A partire dal 2006 J.C.Staff con Genco ha realizzato un adattamento animato della serie di light novel costituito da 4 stagioni e un OAV:
- Zero no tsukaima (ゼロの使い魔?), composta da 13 episodi andati in onda da luglio a settembre 2006;
- Zero no tsukaima: Futatsuki no kishi (ゼロの使い魔 ～双月の騎士～?), composta da 12 episodi andati in onda da luglio a settembre 2007;
- Zero no tsukaima: Princess no Rondo (ゼロの使い魔 ～三美姫の輪舞(プリンセッセのロンド)～?), composta da 12 episodi andati in onda da luglio a settembre 2008;
- Miwaku no sunohama (魅惑の砂浜?), OAV collegato alla terza stagione e distribuito il 24 dicembre 2008;
- Zero no tsukaima F (ゼロの使い魔 Final?), composta da 12 episodi andati in onda dal 7 gennaio a marzo 2012;

Le prime due stagioni sono state trasmesse sulle emittenti Chiba TV, Tokyo MX, mentre la terza su TV Kanagawa. La quarta è ritornata su AT-X.

#### Colonne sonore
Zero no tsukaima
- Sigla di apertura:  First Kiss di ICHIKO;
- Sigla di chiusura: The real feeling (ホントノキモチ?) di Rie Kugimiya;

Zero no tsukaima: Futatsuki no kishi
- Sigla di apertura: I Say Yes di ICHIKO;
- Sigla di chiusura:  Suki!?Kirai!?Suki!!! (スキ!? キライ!? スキ!!!?) di Rie Kugimiya;

Zero no tsukaima: Princess no Rondo
- Sigla di apertura: YOU'RE THE ONE, musica di Kōsuke Makino, arrangiamento di Riki Arai, testo ed interpretata da Ichiko;
- Sigla di chiusura: Gomen ne musica di Kōsuke Makino, arrangiamento di Cher Watanabe, testo di Yuriko Mori, interpretata da Rie Kugimiya;
- Brani inseriti: Tsukaima-tachi no Shirabe (使い魔たちの調べ?) interpretata da Mamiko Noto (episodio 3);

Zero no tsukaima F
- Sigla di apertura: I'LL BE THERE FOR YOU, interpretata da Ichiko[11];
- Sigla di chiusura: Kiss Shite↑Agenai↓ (キスシテ↑アゲナイ↓?), interpretata da Rie Kugimiya[12];

### Manga
Una serie manga illustrata da Nana Mochizuki è stata serializzata sulla rivista seinen Monthly Comic Alive dal 27 giugno 2006 al 27 ottobre 2009, pubblicata dalla Media Factory. Successivamente la serie è stata raccolta dalla Media Factory in sette volumi tankōbon per la collana MF Comics. Rispetto all'anime, i personaggi sembrano più giovani nel manga. Il manga è stato pubblicato anche in Indonesia, dalla Elex Media Komputindo in lingua inglese con il titolo The Familiar of Zero, ed in Repubblica Ceca dalla Zoner Press. Un sequel conosciuto come Zero no tsukaima chevalier è iniziato a marzo 2010, sulla rivista Comic Alive. Esistono anche altri spin-off della serie come Zero no chukaima: Yōchien nano! e Zero no tsukaima gaiden: Tabatha no bōken.

### Videogiochi
Una visual novel ispirata alla serie,  dal titolo Zero no tsukaima: Shōakuma to shunpū concerto (ゼロの使い魔 小悪魔と春風の協奏曲?) è stata sviluppata dalla Marvelous Interactive per PlayStation 2 nel 2007. Successivamente furono pubblicati altri due titoli: Zero no tsukaima: Muma ga tsumugu yokaze no fantasy (ゼロの使い魔 夢魔が紡ぐ夜風の幻想曲?), pubblicata il 29 novembre 2007, e Zero no tsukaima: Maigo no period to ikusen no symphony (ゼロの使い魔 迷子の終止符と幾千の交響曲?) il 27 novembre 2008.